# Haemanthus albiflos

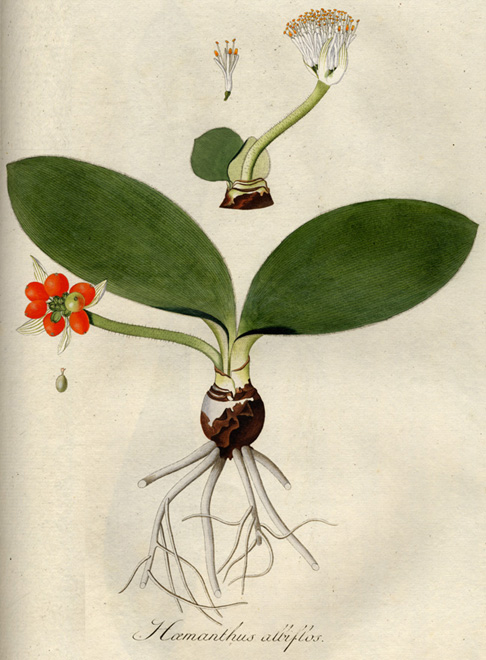
Nikolaus Joseph von Jacquin (1727–1817): Haemanthus albiflos

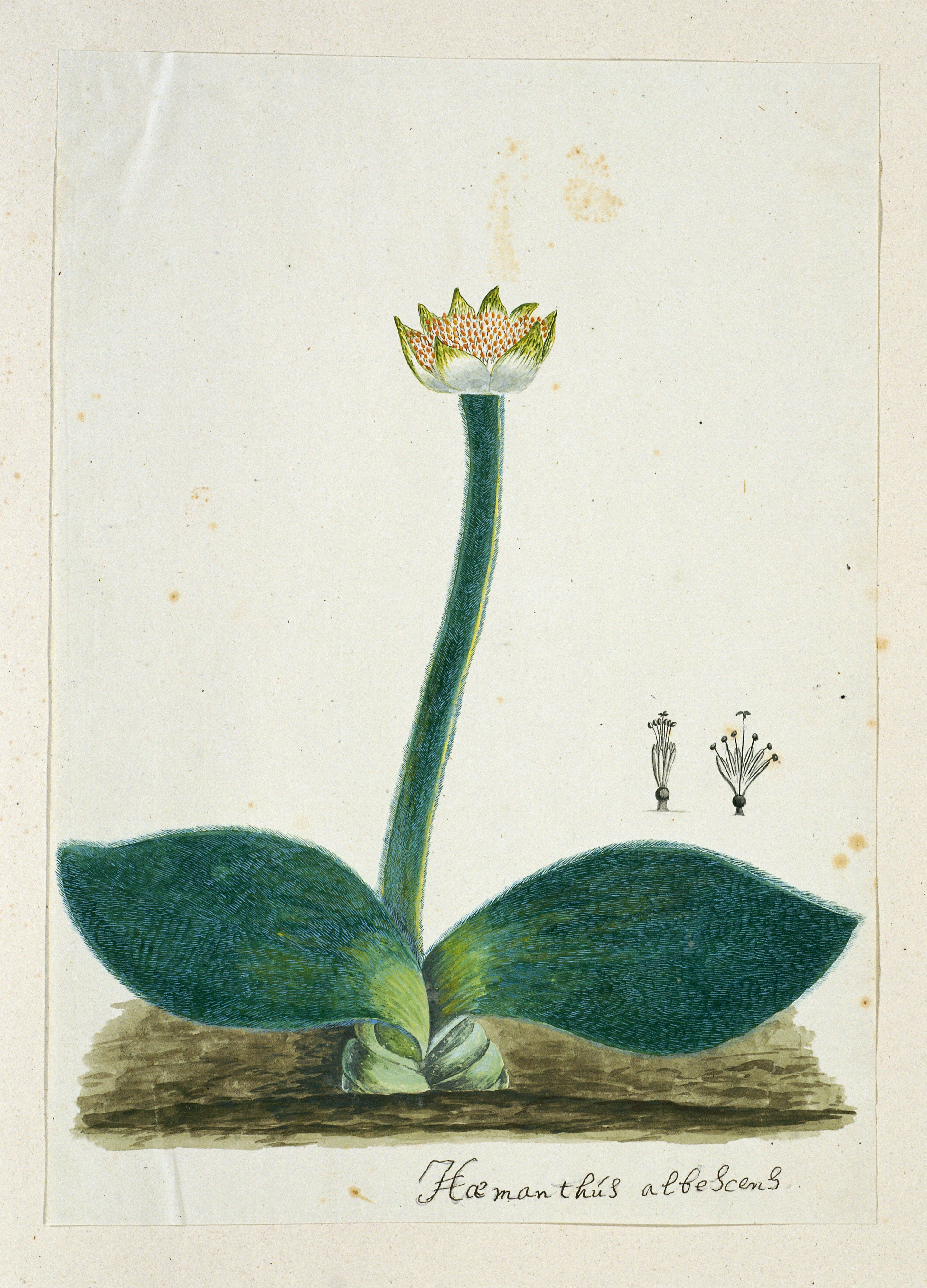
Robert Jacob Gordon, gemalt zwischen 1777 und 1786: Haemanthus albiflos (Witte poederkwast). Haemanthus albescens

Das Haemanthus albiflos (auf isiZulu Uzeneke, deutsch häufig auch Elefantenohr genannt) ist eine Pflanzenart in der Gattung Blutblumen (Haemanthus) aus der Familie der Amaryllisgewächse (Amaryllidaceae).
Der botanische Name bezieht sich auf die ausnahmsweise weißen Blüten der Art, während in der Gattung der Blutblumen rote Blüten vorherrschen.

## Beschreibung
Die Art bildet mehrjährige, immergrüne und schwach sukkulente, krautige Pflanzen, die Wuchshöhen von 20 bis 30 cm erreichen. Alle Pflanzenteile enthalten einen roten Saft. Die Blätter entsprießen zweizeilig einer halb oberirdischen und dort grünen Zwiebel von bis 8 cm Durchmesser. Die fleischigen, bis etwa 25 × 10 cm großen Blätter sind recht variabel. Ihre Farbe variiert von hell- über dunkel- bis graugrün, manchmal mit gelblichen Flecken auf der Blattoberseite. Meist sind die Blätter kahl und matt, manchmal aber auch glänzend oder winzig behaart.
Der Blütenstand erscheint auf einem bis 25 cm hohen, hohlen Stiel direkt über einem Wirtel von etwa 2 cm langen, grünlich weißen Hochblättern. Er ist eine dichte Dolde von etwa 3 bis 5 cm Durchmesser, die zahlreiche kleine Einzelblüten enthält. Die vielen, bis 5 cm langen, weißen Staubfäden mit leuchtend gelben bis orangefarbenen Staubbeuteln geben dem gesamten Blütenstand die Gestalt eines Pinsels. Die fleischigen Beerenfrüchte färben sich bei Reife leuchtend orange bis rot und verströmen einen auffallend muffigen Geruch.
Die Chromosomenzahl beträgt 2n = 16.

## Verbreitung

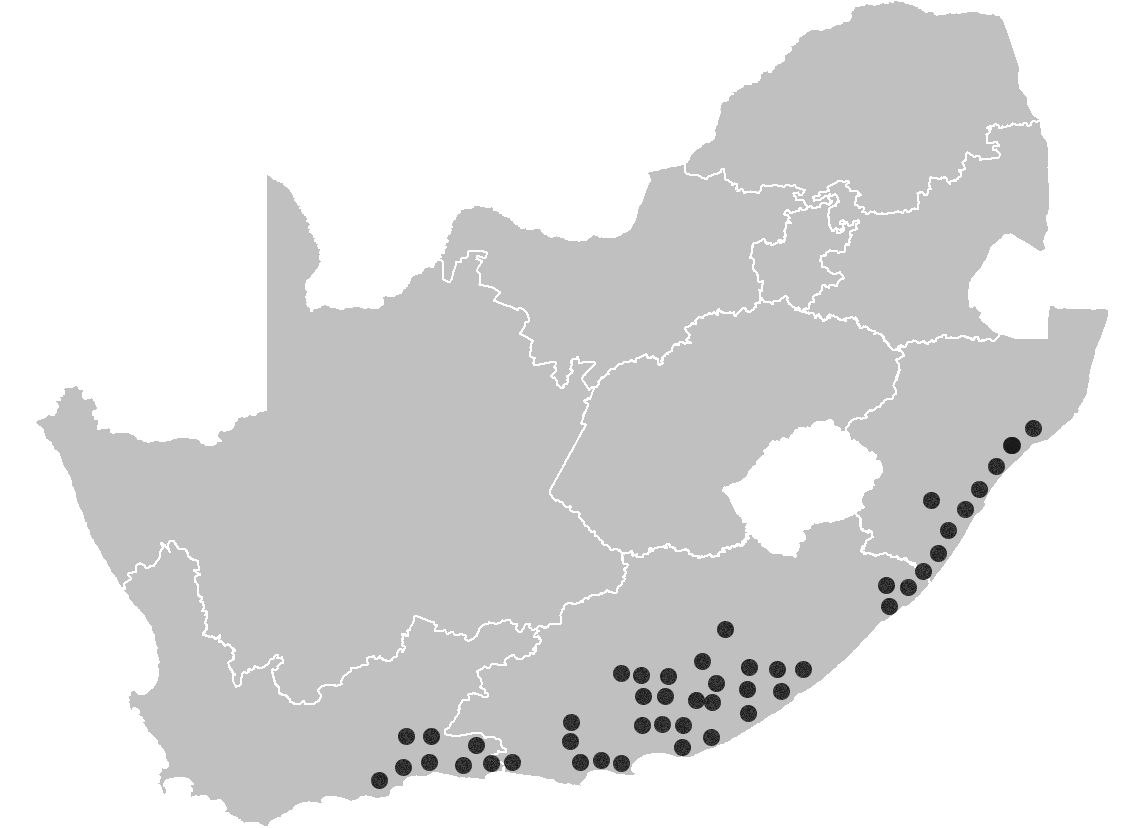
Verbreitung von Haemanthus albiflos

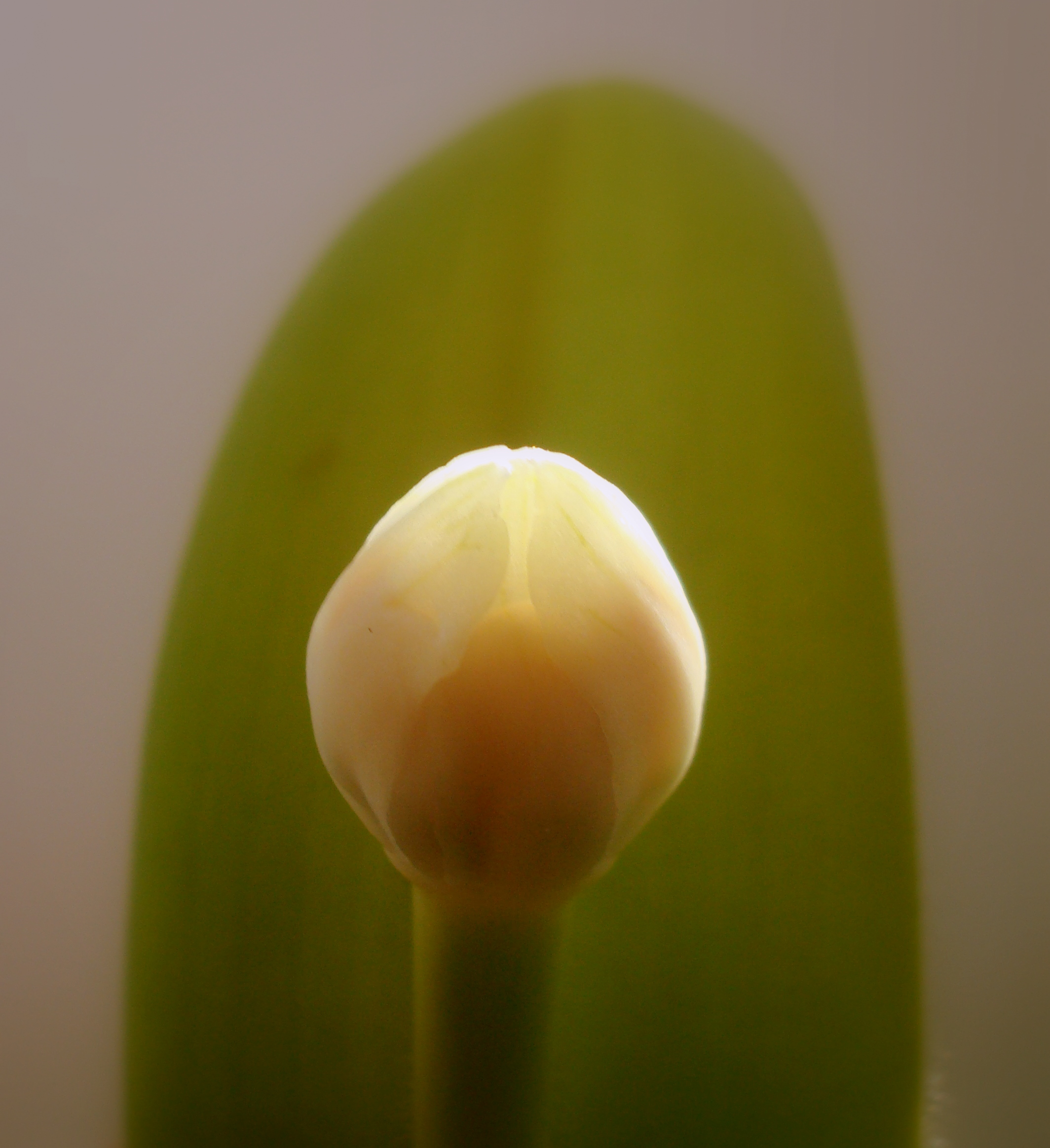
Knospe vor Blatt

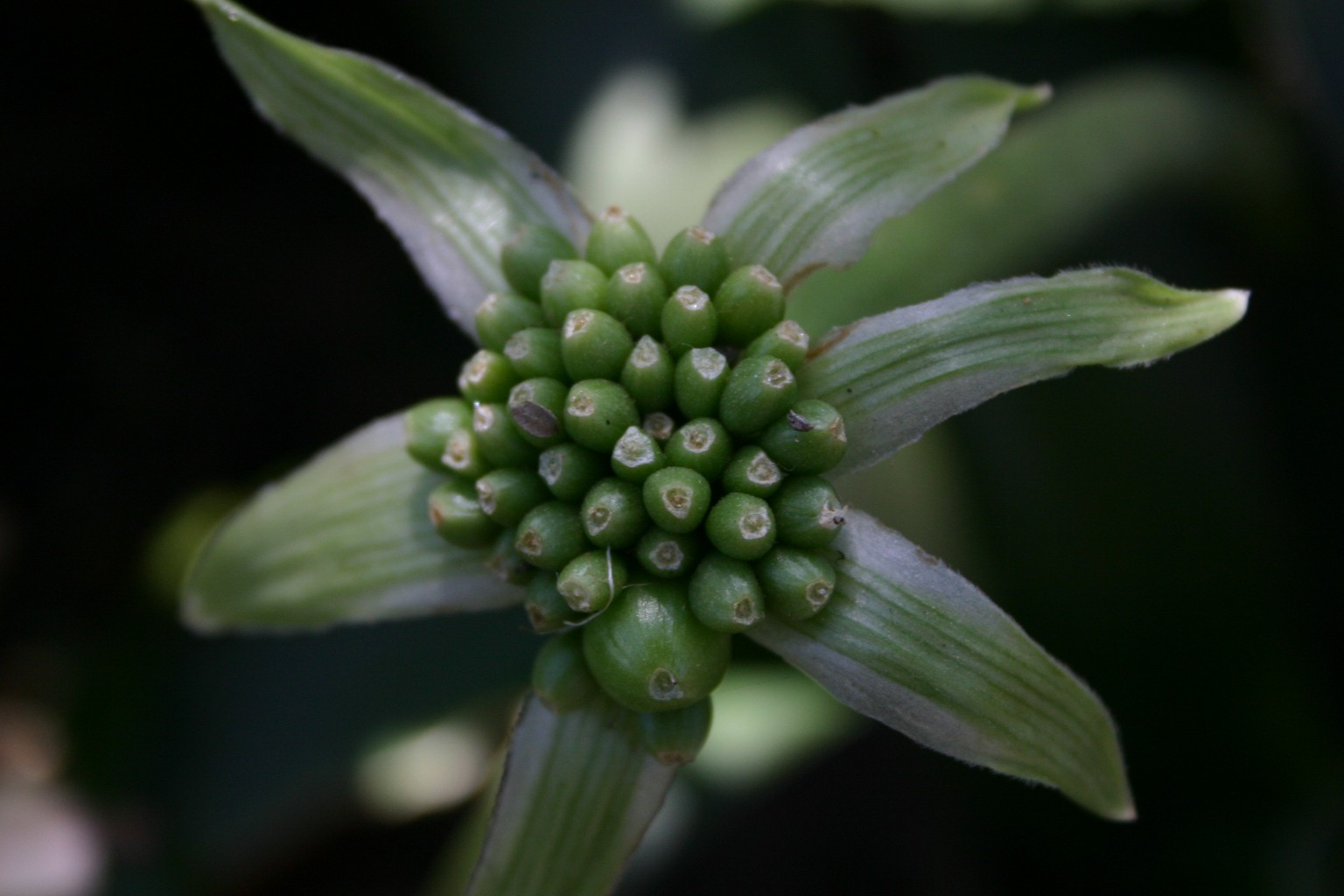
Abgeblühter Blütenstand mit Beerenansätzen

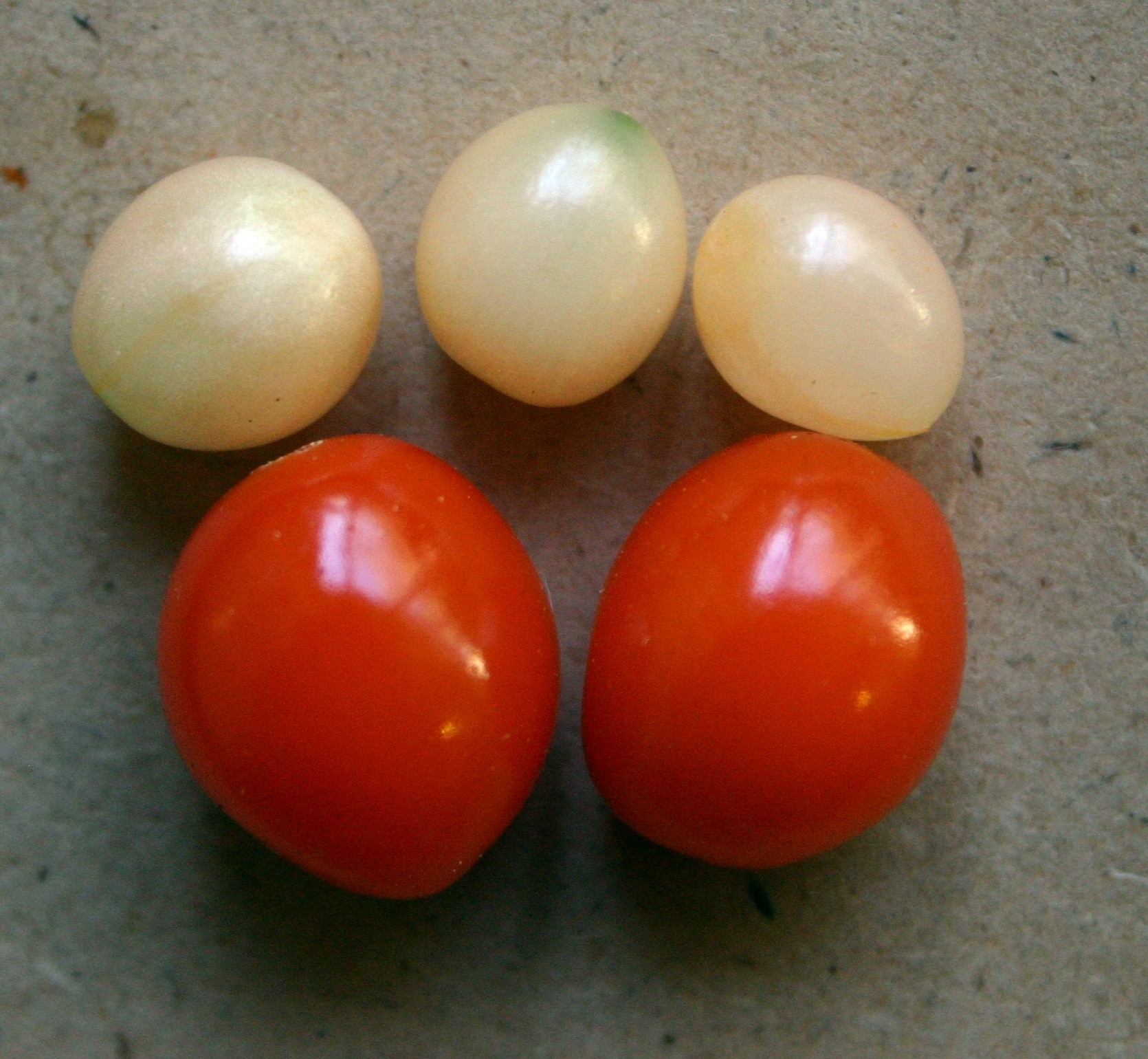
Reife Früchte mit roter Fruchthülle, darüber vom Fruchtfleisch befreite, fleischige Samen

Das natürliche Verbreitungsgebiet der Art erstreckt sich in Südafrika vom Westkap über das Ostkap bis nach KwaZulu-Natal auf Höhenlagen von etwa 100 bis 800 m NN. Die Pflanzen stehen dort klumpenweise in sehr lockeren, jedoch nie völlig austrocknenden Böden im Schatten der Begleitvegetation.

## Kultivierung
Die Haemanthus albiflos ist eine einfach zu pflegende, aber seltene Zierpflanze, die in Mitteleuropa meist als Zimmerpflanze gehalten wird. Die Pflanzen sind wenig anfällig für Schädlinge und Krankheiten, vertragen jedoch keinen Frost, keine anhaltende Staunässe und keine direkte Sonnenstrahlung. Sie sind also ideale Pflanzen für einen eher warmen und schattigen Platz wie etwa in der zweiten Reihe auf einem nach Osten oder Westen weisenden Fensterbrett. Ein sommerlicher Freilandaufenthalt an einer schattigen Stelle im Garten oder auf einem schattig gelegenen Balkon wird meist mit kräftigem Wuchs beantwortet. In subtropischen Gebieten oder in einem geheizten Gewächshaus frei ausgepflanzt, bilden die Pflanzen nach einigen Jahren dichte Klumpen wie am natürlichen Standort.
Die Vermehrung kann vegetativ über Brutzwiebeln oder Blattstecklinge, über Entfernung von Ablegern im zeitigen Frühjahr oder generativ über im Fachhandel erhältliche Samen erfolgen.

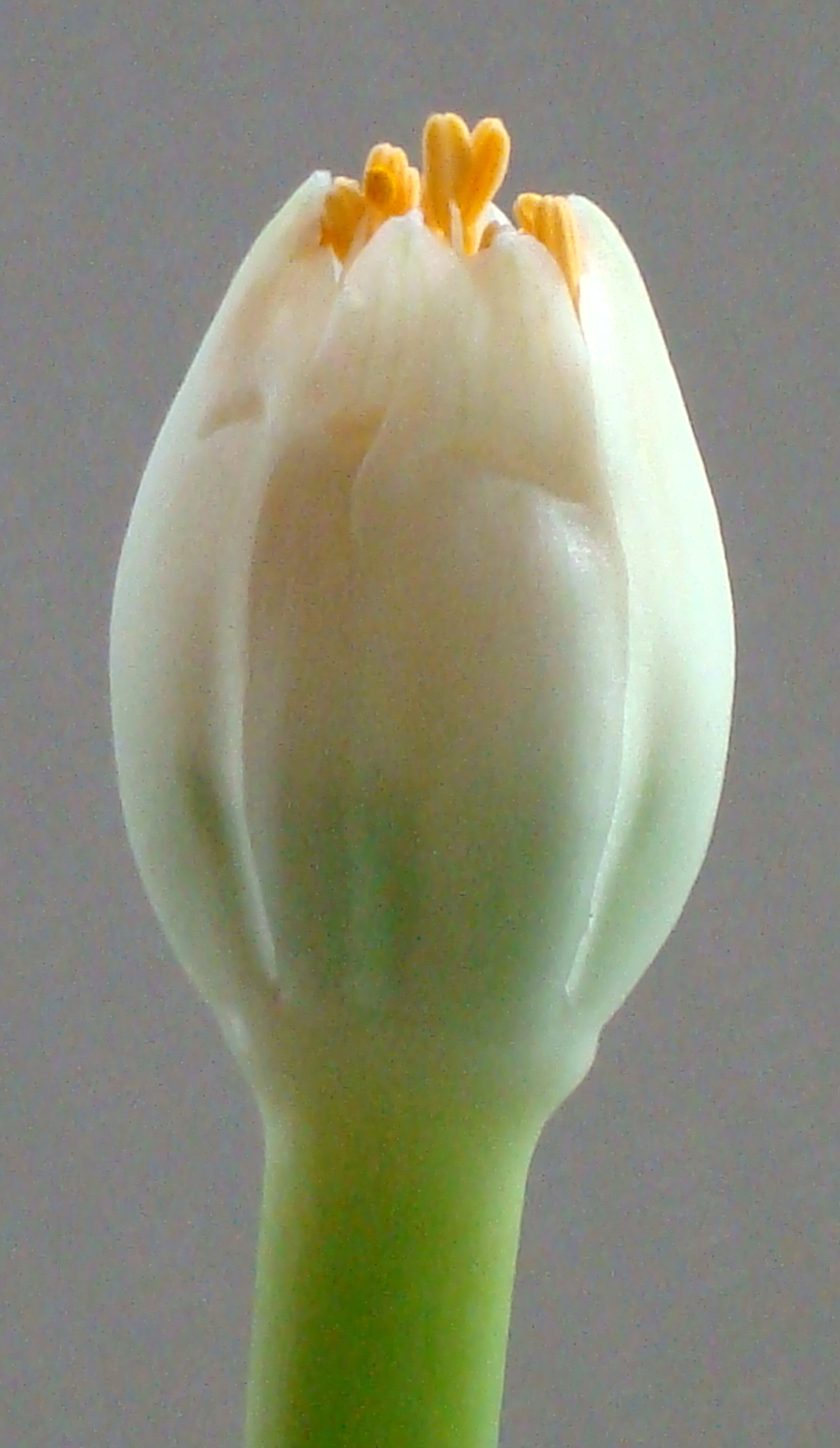
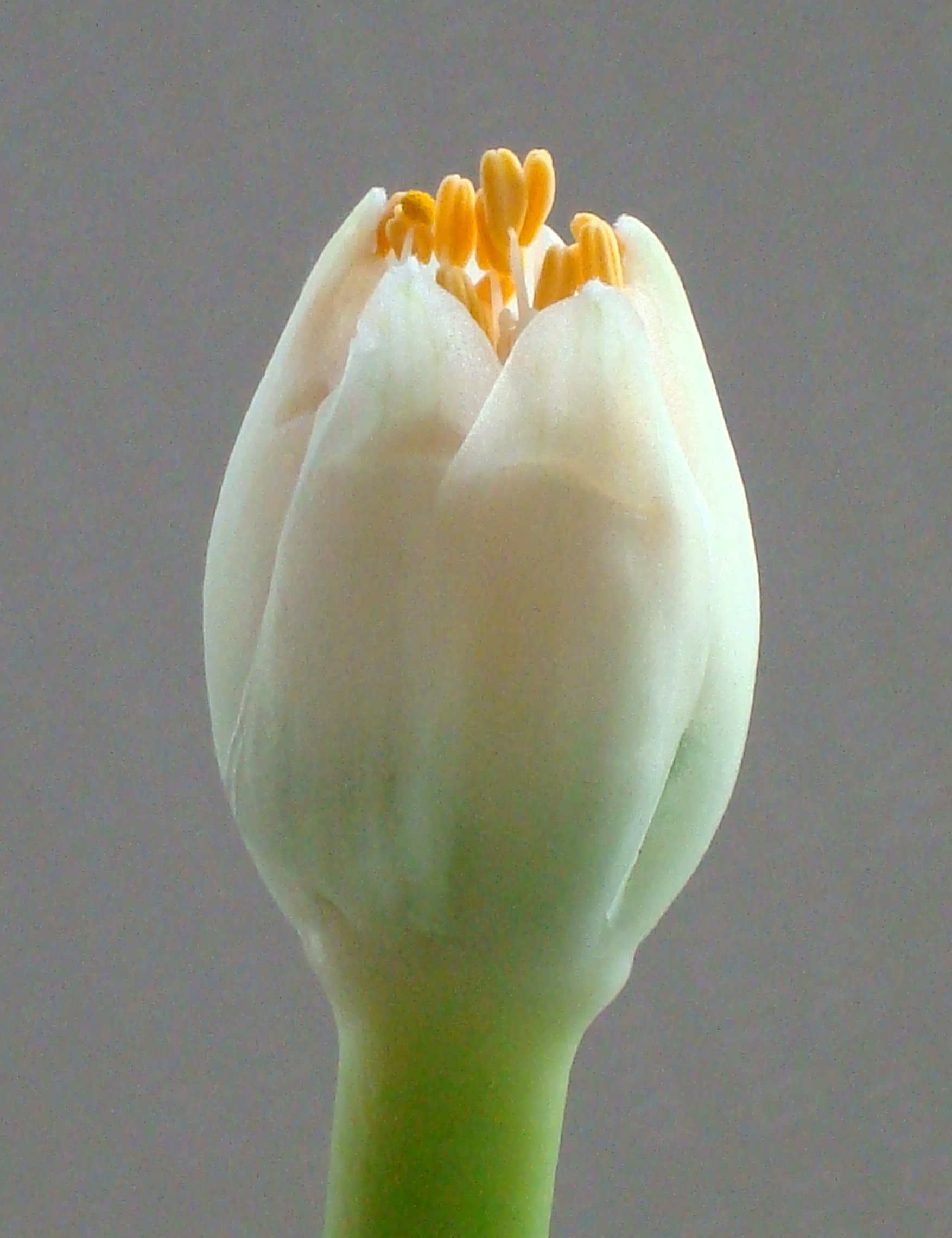
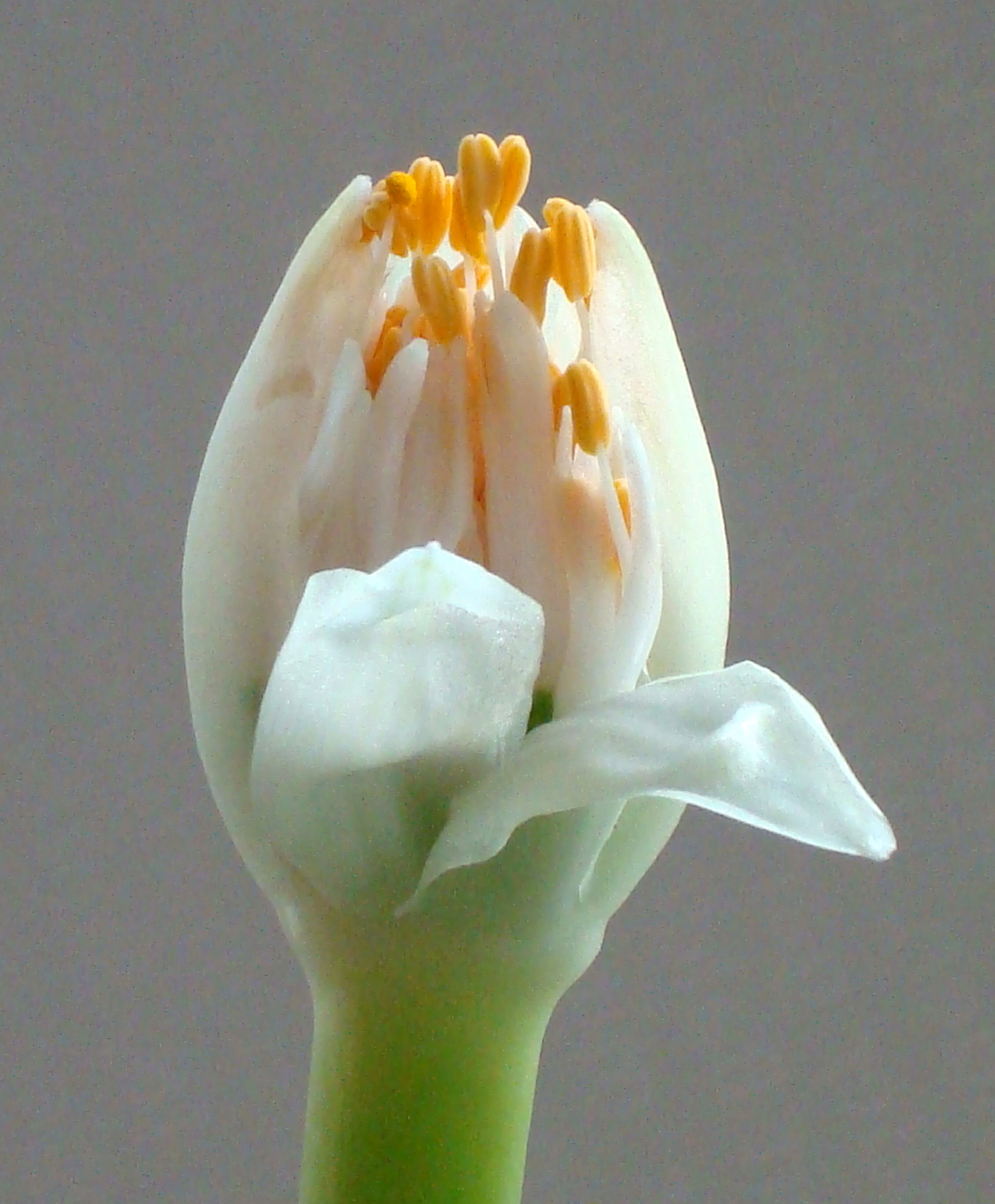

## Benennung

### Indigene Sprachen
Auf isiZulu heißt die Pflanze Uzeneke, auch Uzaneke; doch auch die seltener vorkommende, ähnliche Haemanthus deformis wird als Uzeneke bezeichnet. Auf Siswati wird die Art licishamlilo genannt.

### Afrikaans
Auf Afrikaans heißt die Art Witpoeierkwas.

### Botanischer Name
Der botanische Name bezieht sich auf die ausnahmsweise weißen Blüten der Art (lat. 'albus', weiß; und lat. 'flos', Blüte), während in der Gattung Haemanthus rote Blüten vorherrschen. Ein Synonym ist Haemanthus albomaculatus Baker.

### Deutschsprachige Trivialnamen
Der deutschsprachige Vernikularname (Trivialname) Elefantenohr wird auch für andere Zimmerpflanzen verwendet, so für Alocasia macrorrhizos aus der Familie der Aronstabgewächse (Araceae), für Caladium bicolor aus der Familie der Aronstabgewächse (Araceae) und für Kalanchoe beharensis aus der Familie der Dickblattgewächse (Crassulaceae).

### Englische Trivialnamen
Englische Vernikularnamen sind White Paint Brush, paintbrush, White Paintbrush Lily, shaving-brush plant, elephant's tongue und elephant ear.

## Gefährdung
Haemanthus albiflos wird in der Roten Liste der gefährdeten Arten Südafrikas als „least concern“ (= „nicht gefährdet“) eingestuft.

## Inhaltsstoffe
Einige Inhaltsstoffe machen die Pflanze auch als mögliche Quelle für Phytopharmaka interessant. Dazu zählen unter anderem verschiedene Isochinolinalkaloide, wie z. B. Homolycorin oder Albomaculin.